# チャパグリ

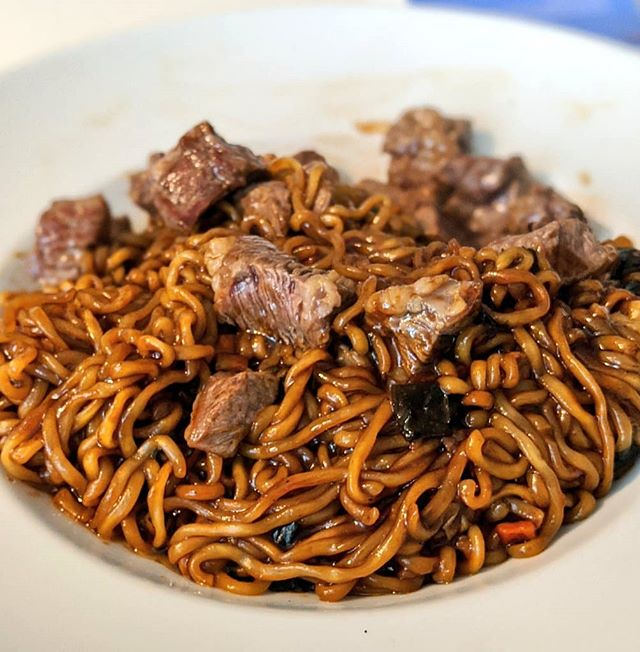
牛肉をトッピングしたチャパグリ

チャパグリ(Jjapaguri)は、韓国の麺料理である。農心の販売する2種類のインスタントラーメンであるチャパゲティとノグリを組み合わせて作る。ウェブサイトInsiderのIrene Jiangは、これを「コンフォート・フード」と称している。カリフォルニア大学East Asian studiesの教授Jennifer Jung-Kimは、サラ・コフリンの言葉を言い換えて、「予算的にコンフォートなフード」と表現し、コフリン自身も「ユニークな韓国料理」と表現した。

## 歴史
チャパグリは、2013年に放送されたリアリティショー『お父さん！どこに行くの？（アパ！エオディガ？）』のエピソードで取り上げられ、インターネットやポジャンマチャで人気になった。
2019年の映画『パラサイト 半地下の家族』の翻訳者であるダルシー・パケットは、この映画で取り上げられたチャパグリを、「ラーメン・うどん」を意味するram-donと訳した。映画の英語版では、「ラーメン」と「うどん」のラベルが貼られたパッケージを映し、英語話者に命名の由来を明らかにしている。パケットは、ram-donという語をGoogle検索した結果、この語は、これ以前には存在しなかったと確信している。この映画が公開された後、多くのYoutuberがチャパグリを作る様子の動画を公開し始めた。この料理が人気を博した結果、農心は、チャパグリのインスタントラーメンを発売した。